# 奥莱夫斯克
奥莱夫斯克（烏克蘭語：Олевськ，羅馬化：Olevsk，國際音標：[oˈlɛu̯sʲk] ⓘ），或按俄語名译奥列夫斯克，是乌克兰西北部日托米爾州科羅斯滕區奥莱夫斯克市镇内的城市及该市镇的行政中心，2020年7月18日前为奧萊夫斯克區的行政中心。該市位於烏博爾季河畔，距離州府日托米爾130公里，面積33平方公里，海拔高度183米，2022年人口数量为10,032人。

## 图集

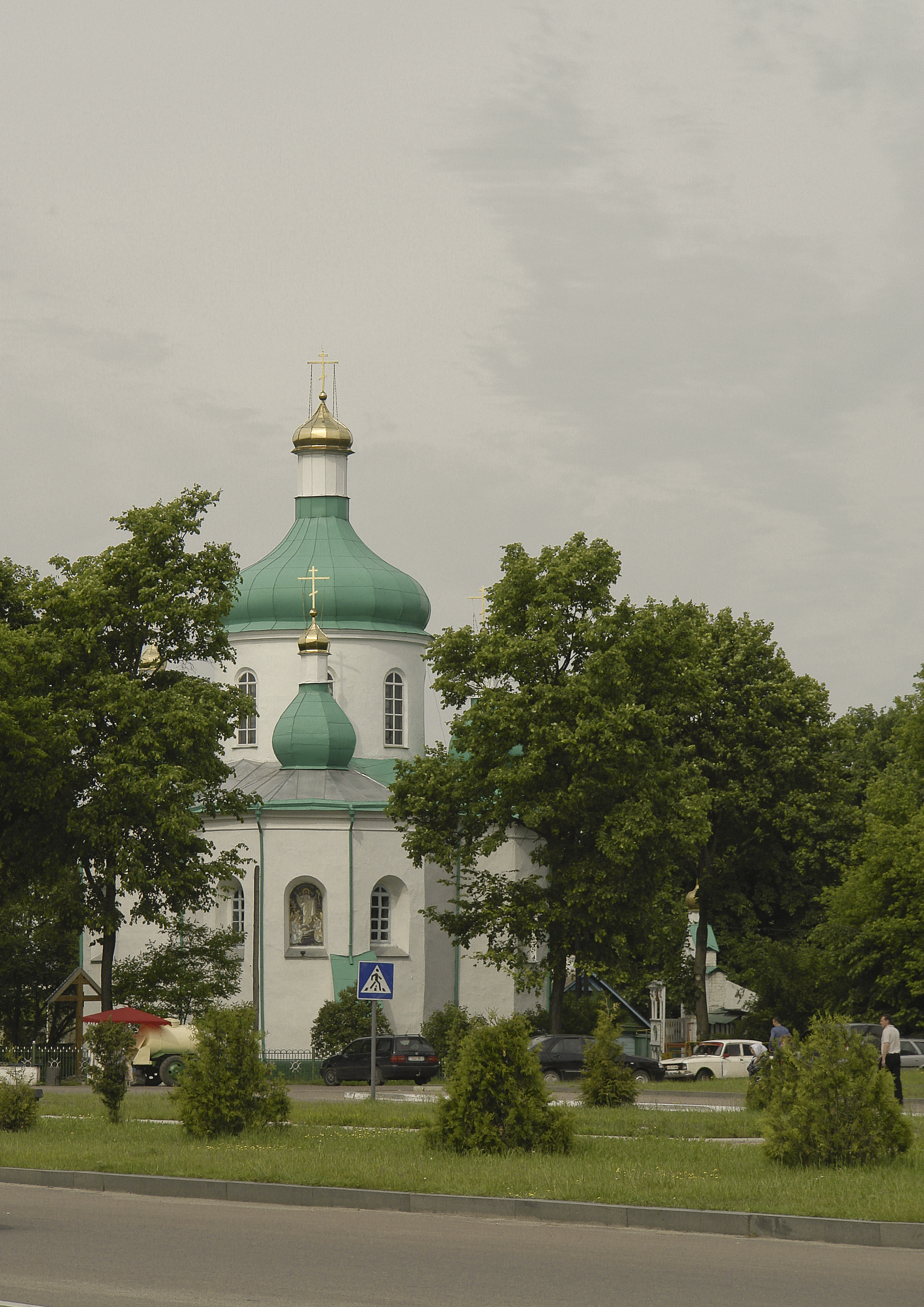
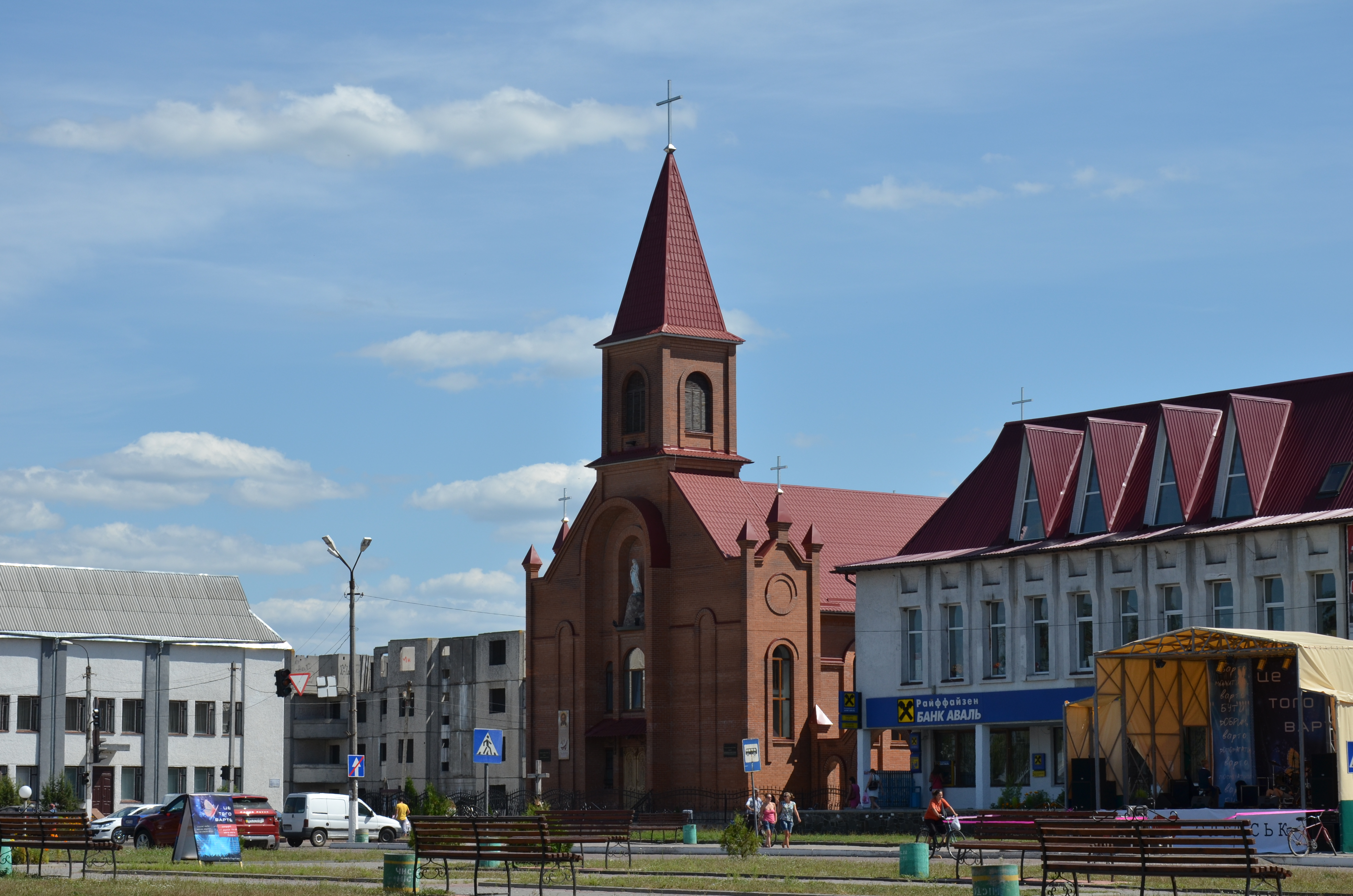
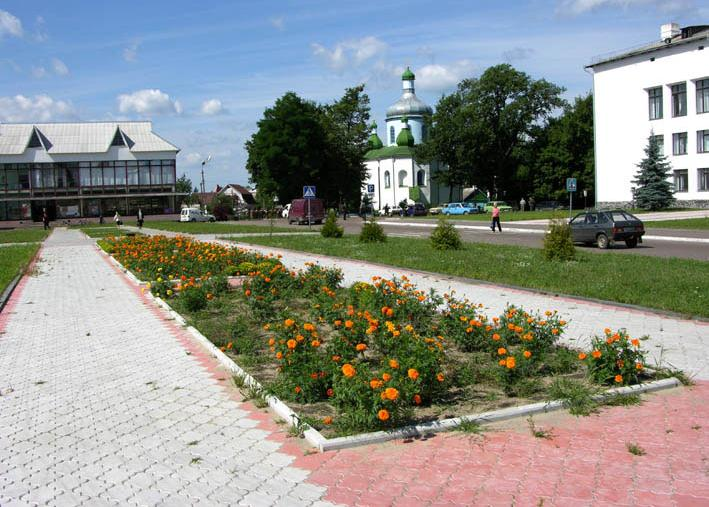
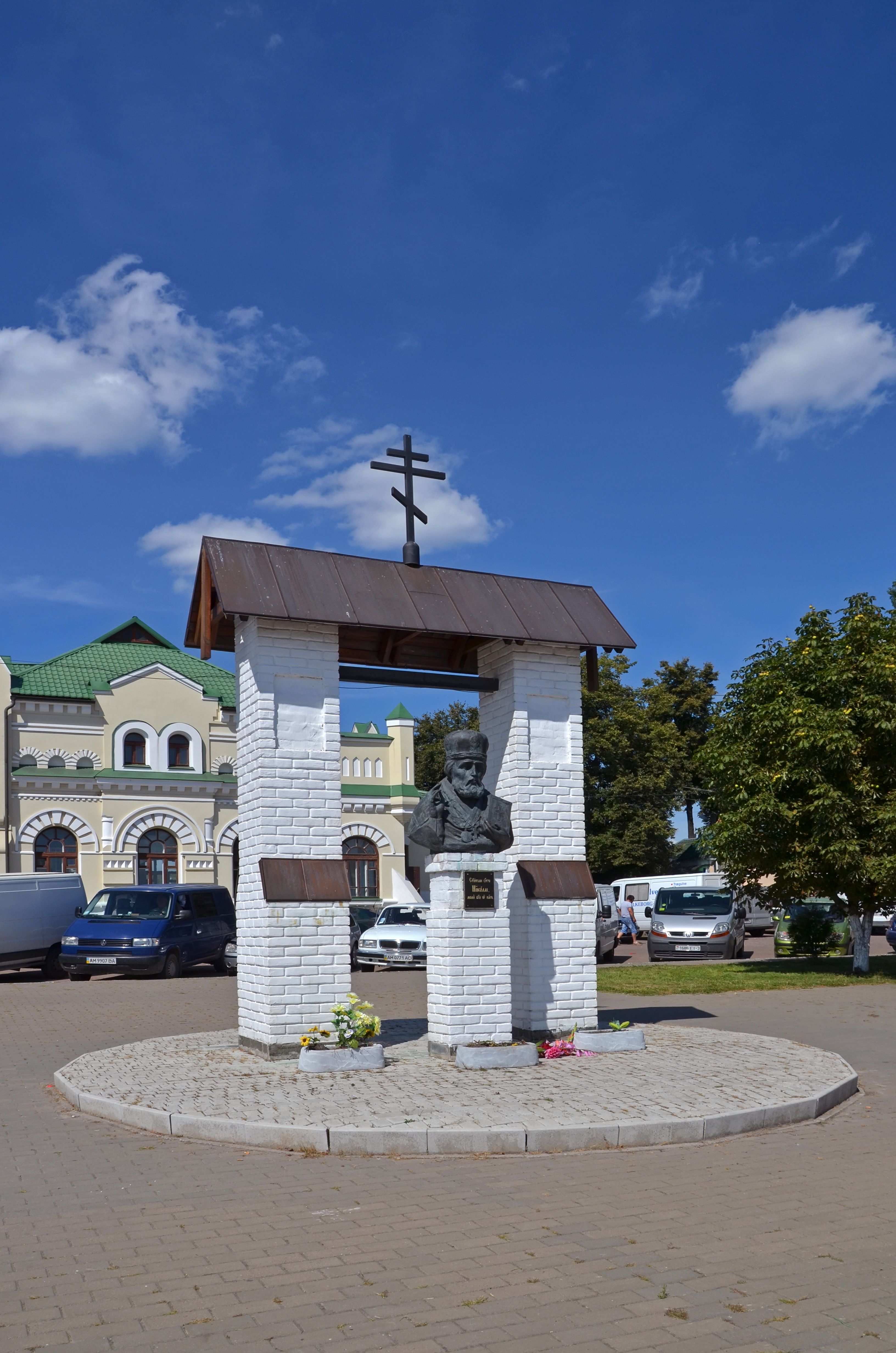
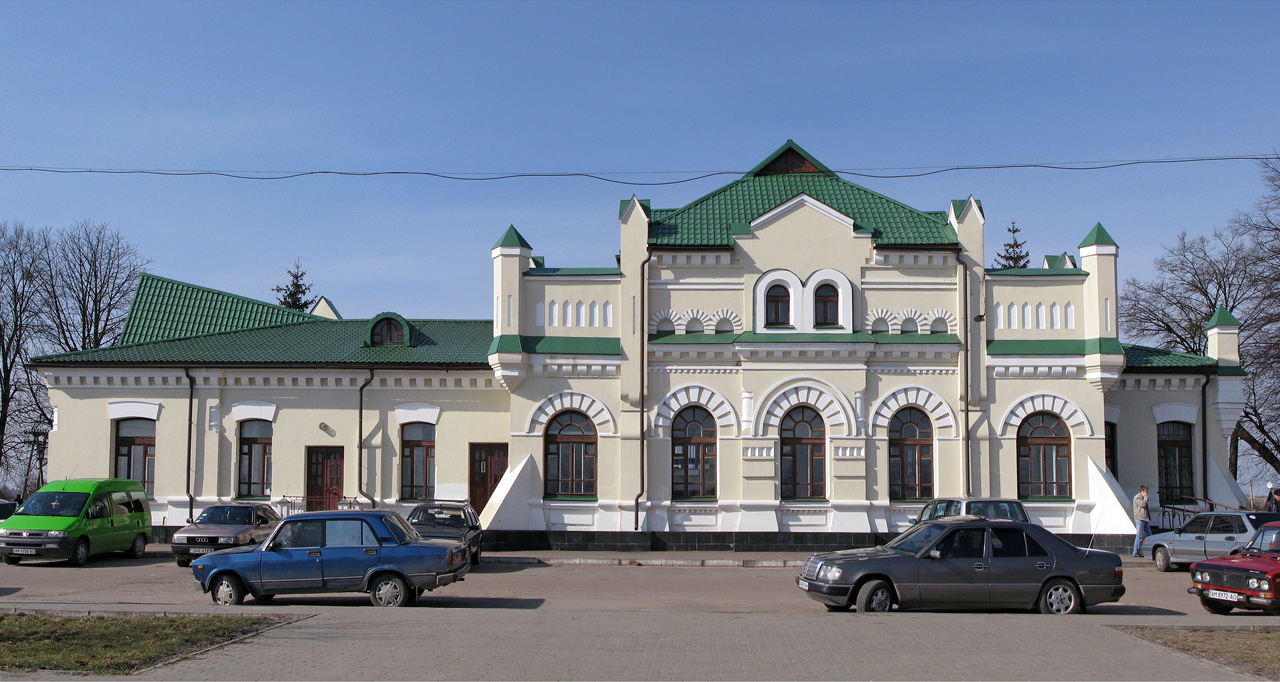
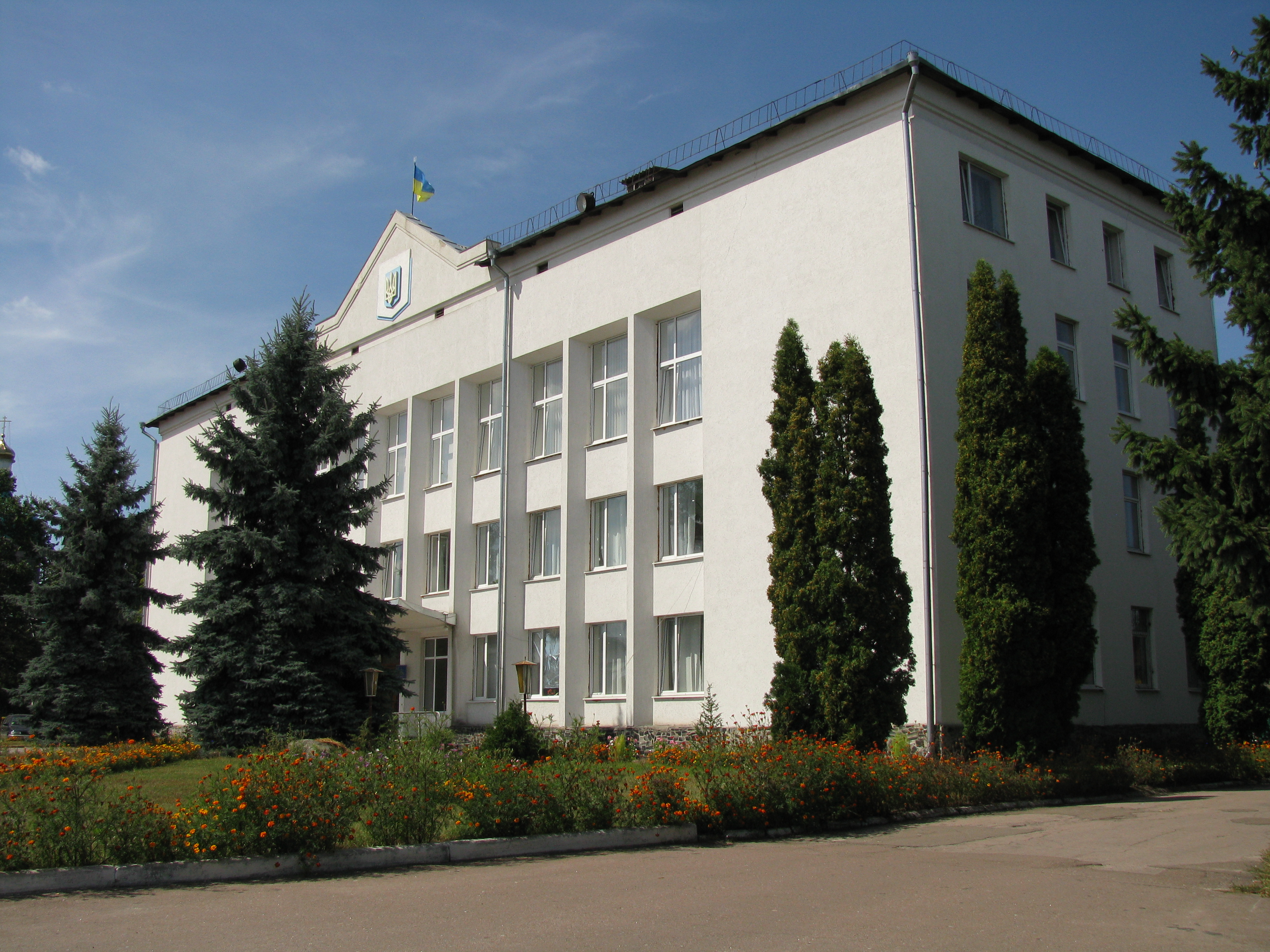

## 備註
1. ↑  俄語：，羅馬化：Olevsk